# Liigalaskma
Liigalaskma – wieś w Estonii, w prowincji Sarema, w gminie Orissaare. 1 stycznia 2007 roku wieś zamieszkiwały 22 osoby.